# 원 포테토, 투 포테토
《원 포테토, 투 포테토》(One Potato, Two Potato)는 미국에서 제작된 래리 피어스 감독의 1964년 드라마 영화이다. 바바라 배리 등이 주연으로 출연하였다.
1964년 칸 영화제에서 바바라 배리는 여우주연상을 수상하였다.

## 출연

### 주연
- 바바라 배리
- 버니 해밀턴
- 리처드 멀리건

### 조연
- 해리 벨라버
- 로버트 얼 존스
- 비넷 캐롤
- 안소니 스피넬리
- 마이클 쉐인